# ستاد نظامی

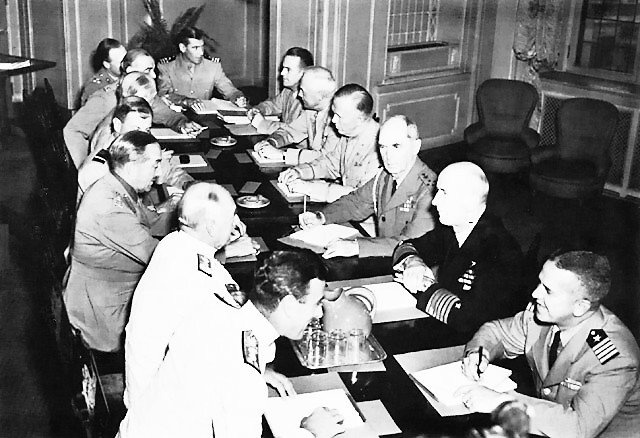
نمایی از یک‌جلسهٔ روسای ستاد مشترک ارتش ایالات متحده آمریکا در شهر کِبِک – ۲۳ اوت ۱۹۴۳.

ستاد نظامی به گروهی از افسران، درجه‌داران، سربازان وظیفه و کارکنان غیرنظامی گفته می‌شود که به فرمانده یک لشکر یا سایر سازمان‌های نظامی بزرگ، در حوزه فرماندهی و کنترل کمک می‌کنند. این گروه از کارکنان اغلب نقش هدایت را از طریق برنامه‌ریزی، تجزیه و تحلیل و جمع‌آوری اطلاعات، همچنین از طریق انتقال، هماهنگی و نظارت بر اجرای برنامه‌ها و دستورها ایفا می‌کنند. آنها در گروه‌های عملکردی مانند مدیریت، تدارکات، عملیات، اطلاعات و آموزش سازماندهی می‌شوند. ستاد نظامی جریان چند جهتی اطلاعات را میان یک افسر فرمانده، یگان‌های نظامی تابعه و سایر ذی‌نفعان فراهم می‌کنند.